# Centipede (singolo)
Centipede è il singolo d'esordio e il massimo successo della cantante statunitense Rebbie Jackson, estratto dall'album omonimo nel 1984. Fu ripubblicato nel 1998.

## Descrizione
Il brano fu scritto e prodotto dal fratello Michael, che accompagnava la cantante insieme alla sorella La Toya e alle Weather Girls. Fu incluso nell'album omonimo e, successivamente, nella raccolta The Rebbie Jackson Collection.

## Pubblicazione e accoglienza
Pubblicato nell'estate 1984, il singolo raggiunse la 4ª posizione della classifica rhythm and blues di Billboard e la 24ª della classifica generale di Billboard.  Fu il singolo della Jackson che raggiunse la posizione più alta e l'unico a entrare la classifica generale, benché riuscì a scalare la classifica rhythm and blues con altri singoli durante gli anni Ottanta. Il singolo fu certificato Disco d'oro negli Stati Uniti per le 500 000 copie vendute.

## Classifiche
| Classifica (1984)                      | Posizione |
| -------------------------------------- | --------- |
| Classifica soul di Billboard (USA)     | 4         |
| Classifica generale di Billboard (USA) | 24        |
| Classifica dance di Billboard (USA)    | 29        |